# En ung mans väg ...
En ung mans väg är en svensk dramafilm från 1919 i regi av Carl Barcklind.

## Om filmen
Filmen premiärvisades 8 december 1919. Den spelades in vid Palladiumfilms ateljéer i Hellerup Danmark med exteriörer från Torups och Skabersjö slott i Skåne. Som förlaga har man Karl Gustav Ossiannilssons roman En ung mans väg till ena pigo som utgavs 1914. Det handlar om den unge osäkre pojken Mannberg med ett oantal antal finnar och ett lyckligt sexliv enligt han själv.

## Rollista (i urval)
- Christian Schröder – Harald Mannberg, jur kand
- Helen Gammeltoft – Marianne Gyllenborg, von Dufvas niece
- Torben Meyer – Agapetus von Dufva, slottsherre på Högvalla
- Axel Hultman – Jonas Lundström, överliggare, kallad Luntis
- Filip Beck – Borg på Högvalla, förvaltare
- Oda Larsen – Borgs hustru
- Sven Hylsberg – Börje, deras son
- Lena Hägg – Frida
- Asti Jensen – Märta
- Karina Bell – Olga, deras döttrar
- Johannes Ring – Mannberg, general, Haralds far
- Mikael Mannberg – Götes osäkre son, killen som alltid förlorar i slutet.